# MC GW
MC GW, nome artístico de Gláucio William da Silva Jerônimo (São João de Meriti, 22 de janeiro de 1992) é um cantor e compositor brasileiro de funk.

## Carreira
Sua trajetória musical ainda na adolescência, atuando em grupos de samba. Já no território do funk proibidão, ascendeu temporariamente em 2013, com a música "Sarra Novinha no Grau" e, em 2017, com "Ritmo Mexicano" e "Atura ou Surta". A notoriedade de GW só começou a se consolidar quando sua música passou a incorporar diferentes gêneros, como o phonk, afrobeat, reggaeton, pagode baiano, e com a viralização de suas músicas em redes sociais como o TikTok durante a década de 2020. Em 2023, "Montagem - PR Funk" foi a música brasileira mais ouvida em países do exterior.
Em outubro de 2023, o artista lançou o EP Tropicalmente pela gravadora GR6.

## Discografia
- Tropicalmente (2023)
- Gym Espanca Xota (2024)